# عبد الله بن زمعة
عبد الله بن زمعة، صحابي، وأمه قُرَيْبة الكبرى بنت أبي أمية، وقُبض رسول الله  وعبد الله بن زمعة ابن خمس عشرة سنة، وقد حفظ عنه.
قال أبو حسان الزيادي: قُتِل عبدُ اللّه مع عثمانَ يوم الدَّار سنة خمس وثلاثين. وقال ابن حبان: قُتل يوم الحرَّة. قَالَ أَبُو عُمَرَ: المقتول بالحرة ابنه يزيد، وكان له في الهجرة خمس سنين.